# NGC 493
NGC 493 este o galaxie spirală situată în constelația Balena. A fost descoperită în 20 decembrie 1786 de către William Herschel. De asemenea, a fost observată încă o dată de către John Herschel.